# Sanford (Texas)
Sanford é uma cidade  localizada no estado norte-americano de Texas, no Condado de Hutchinson.

## Demografia
Segundo o censo norte-americano de 2000, a sua população era de 203 habitantes.
Em 2006, foi estimada uma população de 197, um decréscimo de 6 (-3.0%).

## Geografia
De acordo com o United States Census Bureau tem uma área de
0,3 km², dos quais 0,3 km² cobertos por terra e 0,0 km² cobertos por água. Sanford localiza-se a aproximadamente 974 m acima do nível do mar.

## Localidades na vizinhança
O diagrama seguinte representa as localidades num raio de 36 km ao redor de Sanford.